# Sangatissa citrinula
Sangatissa citrinula är en fjärilsart som beskrevs av Walker 1865. Sangatissa citrinula ingår i släktet Sangatissa och familjen Eupterotidae. Inga underarter finns listade.